# Chionaema securizonis
Chionaema securizonis là một loài bướm đêm thuộc phân họ Arctiinae, họ Erebidae.